# Savigny-en-Revermont
Savigny-en-Revermont é uma comuna francesa na região administrativa de Borgonha-Franco-Condado, no departamento Saône-et-Loire. Estende-se por uma área de 27,34 km². Em 2010 a comuna tinha 1 159 habitantes (densidade: 42,4 hab./km²).